# Grand Prix Wielkiej Brytanii 2008
Wyniki Grand Prix Wielkiej Brytanii, dziewiątej rundy Mistrzostw Świata Formuły 1 w sezonie 2008.

## Wyniki

### Sesje treningowe
| Sesja | Nr | Kierowca          | Konstruktor      | Czas     | Okr. |
| ----- | -- | ----------------- | ---------------- | -------- | ---- |
| 1     | 2  | Felipe Massa      | Ferrari          | 1:19.575 | 8    |
| 2     | 23 | Heikki Kovalainen | McLaren-Mercedes | 1:19.989 | 35   |
| 3     | 5  | Fernando Alonso   | Renault          | 1:20.740 | 16   |

### Kwalifikacje
| Poz. | Nr | Kierowca             | Konstruktor         | Q1       | Q2       | Q3       |
| ---- | -- | -------------------- | ------------------- | -------- | -------- | -------- |
| 1    | 23 | Heikki Kovalainen    | McLaren-Mercedes    | 1:19.957 | 1:19.597 | 1:21.049 |
| 2    | 10 | Mark Webber          | Red Bull-Renault    | 1:20.982 | 1:19.710 | 1:21.554 |
| 3    | 1  | Kimi Räikkönen       | Ferrari             | 1:20.370 | 1:19.971 | 1:21.706 |
| 4    | 22 | Lewis Hamilton       | McLaren-Mercedes    | 1:20.288 | 1:19.537 | 1:21.835 |
| 5    | 3  | Nick Heidfeld        | BMW Sauber          | 1:21.022 | 1:19.802 | 1:21.873 |
| 6    | 5  | Fernando Alonso      | Renault             | 1:20.998 | 1:19.992 | 1:22.029 |
| 7    | 6  | Nelson Piquet Jr.    | Renault             | 1:20.818 | 1:20.115 | 1:22.491 |
| 8    | 15 | Sebastian Vettel     | Toro Rosso-Ferrari  | 1:20.318 | 1:20.109 | 1:23.251 |
| 9    | 2  | Felipe Massa         | Ferrari             | 1:20.676 | 1:20.086 | 1:23.305 |
| 10   | 4  | Robert Kubica        | BMW Sauber          | 1:20.444 | 1:19.788 | -        |
| 11   | 9  | David Coulthard      | Red Bull-Renault    | 1:21.224 | 1:20.174 |          |
| 12   | 12 | Timo Glock           | Toyota              | 1:20.893 | 1:20.274 |          |
| 13   | 14 | Sébastien Bourdais   | Toro Rosso-Ferrari  | 1:20.584 | 1:20.531 |          |
| 14   | 11 | Jarno Trulli         | Toyota              | 1:21.145 | 1:20.601 |          |
| 15   | 8  | Kazuki Nakajima      | Williams-Toyota     | 1:21.407 | 1:21.112 |          |
| 16   | 17 | Rubens Barrichello   | Honda               | 1:21.512 |          |          |
| 17   | 16 | Jenson Button        | Honda               | 1:21.631 |          |          |
| 18   | 7  | Nico Rosberg         | Williams-Toyota     | 1:21.668 |          |          |
| 19   | 20 | Adrian Sutil         | Force India-Ferrari | 1:21.786 |          |          |
| 20   | 21 | Giancarlo Fisichella | Force India-Ferrari | 1:21.885 |          |          |
| Poz. | Nr | Kierowca             | Konstruktor         | Q1       | Q2       | Q3       |

### Wyścig

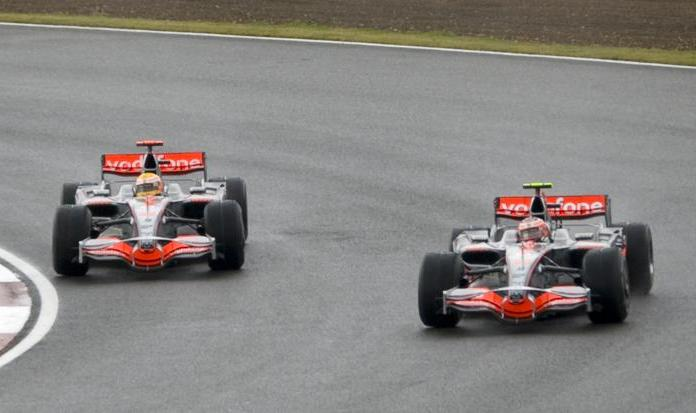
Heikki Kovalainen i Lewis Hamilton podczas jednego z pierwszych okrążeń wyścigu

| P                 | + / –     | Nr | Kierowca             | Konstruktor         | Okr. | Czas / Strata | Komentarz             |
| ----------------- | --------- | -- | -------------------- | ------------------- | ---- | ------------- | --------------------- |
| 1                 | 3         | 22 | Lewis Hamilton       | McLaren-Mercedes    | 60   | 1h39:09.440   |                       |
| 2                 | 3         | 3  | Nick Heidfeld        | BMW Sauber          | 60   | +1:08.577     |                       |
| 3                 | 13        | 17 | Rubens Barrichello   | Honda               | 60   | +1:22.273     |                       |
| 4                 | 1         | 1  | Kimi Räikkönen       | Ferrari             | 59   | +1 okr.       |                       |
| 5                 | 4         | 23 | Heikki Kovalainen    | McLaren-Mercedes    | 59   | +1 okr.       |                       |
| 6                 | Bez zmian | 5  | Fernando Alonso      | Renault             | 59   | +1 okr.       |                       |
| 7                 | 7         | 11 | Jarno Trulli         | Toyota              | 59   | +1 okr.       |                       |
| 8                 | 7         | 8  | Kazuki Nakajima      | Williams-Toyota     | 59   | +1 okr.       |                       |
| 9                 | 11        | 7  | Nico Rosberg         | Williams-Toyota     | 59   | +1 okr.       | [ 2 ]                 |
| 10                | 8         | 10 | Mark Webber          | Red Bull-Renault    | 59   | +1 okr.       |                       |
| 11                | 2         | 14 | Sébastien Bourdais   | Toro Rosso-Ferrari  | 59   | +1 okr.       |                       |
| 12                | Bez zmian | 12 | Timo Glock           | Toyota              | 59   | +1 okr.       |                       |
| 13                | 4         | 2  | Felipe Massa         | Ferrari             | 58   | +2 okr.       |                       |
| Niesklasyfikowani |           |    |                      |                     |      |               |                       |
|                   |           | 4  | Robert Kubica        | BMW Sauber          | 39   |               | wypadł z toru         |
|                   |           | 16 | Jenson Button        | Honda               | 38   |               | wypadł z toru         |
|                   |           | 6  | Nelson Piquet Jr.    | Renault             | 35   |               | wypadł z toru         |
|                   |           | 21 | Giancarlo Fisichella | Force India-Ferrari | 26   |               | wypadł z toru         |
|                   |           | 20 | Adrian Sutil         | Force India-Ferrari | 10   |               | wypadł z toru         |
|                   |           | 15 | Sebastian Vettel     | Toro Rosso-Ferrari  | 0    |               | kolizja z Coulthardem |
|                   |           | 9  | David Coulthard      | Red Bull-Renault    | 0    |               | kolizja z Vettelem    |
| P                 | + / –     | Nr | Kierowca             | Konstruktor         | Okr. | Czas / Strata | Komentarz             |

### Najszybsze okrążenie
| Nr | Kierowca       | Konstruktor | Czas     | Okr. |
| -- | -------------- | ----------- | -------- | ---- |
| 1  | Kimi Räikkönen | Ferrari     | 1:32.150 | 18   |

## Lista startowa
| Nr | Kierowca             | Zespół                    | Samochód           | Silnik                    | Opony |
| -- | -------------------- | ------------------------- | ------------------ | ------------------------- | ----- |
| 1  | Kimi Räikkönen       | Scuderia Ferrari Marlboro | Ferrari F2008      | Ferrari 056 2,4l V8       | B     |
| 2  | Felipe Massa         | Scuderia Ferrari Marlboro | Ferrari F2008      | Ferrari 056 2,4l V8       | B     |
| 3  | Nick Heidfeld        | BMW Sauber F1 Team        | BMW F1.08          | BMW P86/8 2,4l V8         | B     |
| 4  | Robert Kubica        | BMW Sauber F1 Team        | BMW F1.08          | BMW P86/8 2,4l V8         | B     |
| 5  | Fernando Alonso      | ING Renault F1 Team       | Renault R28        | Renault RS27-2008 2,4l V8 | B     |
| 6  | Nelson Piquet Jr.    | ING Renault F1 Team       | Renault R28        | Renault RS27-2008 2,4l V8 | B     |
| 7  | Nico Rosberg         | AT&T Williams F1 Team     | Williams FW30      | Toyota RVX-08 2,4l V8     | B     |
| 8  | Kazuki Nakajima      | AT&T Williams F1 Team     | Williams FW30      | Toyota RVX-08 2,4l V8     | B     |
| 9  | David Coulthard      | Red Bull Racing           | Red Bull RB4       | Renault RS27-2008 2,4l V8 | B     |
| 10 | Mark Webber          | Red Bull Racing           | Red Bull RB4       | Renault RS27-2008 2,4l V8 | B     |
| 11 | Jarno Trulli         | Panasonic Toyota Racing   | Toyota TF108       | Toyota RVX-08 2,4l V8     | B     |
| 12 | Timo Glock           | Panasonic Toyota Racing   | Toyota TF108       | Toyota RVX-08 2,4l V8     | B     |
| 14 | Sébastien Bourdais   | Scuderia Toro Rosso       | Toro Rosso STR02B  | Ferrari 056 2,4l V8       | B     |
| 15 | Sebastian Vettel     | Scuderia Toro Rosso       | Toro Rosso STR02B  | Ferrari 056 2,4l V8       | B     |
| 16 | Jenson Button        | Honda Racing F1 Team      | Honda RA108        | Honda RA808E 2,4l V8      | B     |
| 17 | Rubens Barrichello   | Honda Racing F1 Team      | Honda RA108        | Honda RA808E 2,4l V8      | B     |
| 20 | Adrian Sutil         | Force India F1 Team       | Force India VJM-01 | Ferrari 056 2,4l V8       | B     |
| 21 | Giancarlo Fisichella | Force India F1 Team       | Force India VJM-01 | Ferrari 056 2,4l V8       | B     |
| 22 | Lewis Hamilton       | Vodafone McLaren Mercedes | McLaren MP4-23     | Mercedes FO108V 2,4l V8   | B     |
| 23 | Heikki Kovalainen    | Vodafone McLaren Mercedes | McLaren MP4-23     | Mercedes FO108V 2,4l V8   | B     |
| Nr | Kierowca             | Zespół                    | Samochód           | Silnik                    | Opony |

## Klasyfikacja po wyścigu

### Kierowcy
| P  | +/− | Kierowca             | Starty | Punkty | P1 | P2 | P3 | PP | NO | NS |
| -- | --- | -------------------- | ------ | ------ | -- | -- | -- | -- | -- | -- |
| 1  | +3  | Lewis Hamilton       | 9      | 48     | 3  | 1  | 1  | 2  | -  | 1  |
| 2  | −1  | Felipe Massa         | 9      | 48     | 3  | 1  | 1  | 3  | -  | 2  |
| 3  | 0   | Kimi Räikkönen       | 9      | 48     | 2  | 2  | 1  | 2  | 6  | 1  |
| 4  | −2  | Robert Kubica        | 9      | 46     | 1  | 2  | 1  | 1  | -  | 2  |
| 5  | 0   | Nick Heidfeld        | 9      | 36     | -  | 3  | -  | -  | 1  | -  |
| 6  | 0   | Heikki Kovalainen    | 9      | 24     | -  | -  | 1  | 1  | 2  | 1  |
| 7  | 0   | Jarno Trulli         | 9      | 20     | -  | -  | 1  | -  | -  | 1  |
| 8  | 0   | Mark Webber          | 9      | 18     | -  | -  | -  | -  | -  | 1  |
| 9  | 0   | Fernando Alonso      | 9      | 13     | -  | -  | -  | -  | -  | 2  |
| 10 | +5  | Rubens Barrichello   | 9      | 11     | -  | -  | 1  | -  | -  | 2  |
| 11 | −1  | Nico Rosberg         | 9      | 8      | -  | -  | 1  | -  | -  | 2  |
| 12 | −1  | Kazuki Nakajima      | 9      | 8      | -  | -  | -  | -  | -  | 2  |
| 13 | −1  | David Coulthard      | 9      | 6      | -  | -  | 1  | -  | -  | 3  |
| 14 | −1  | Timo Glock           | 9      | 5      | -  | -  | -  | -  | -  | 2  |
| 15 | −1  | Sebastian Vettel     | 9      | 5      | -  | -  | -  | -  | -  | 5  |
| 16 | 0   | Jenson Button        | 9      | 3      | -  | -  | -  | -  | -  | 4  |
| 17 | +1  | Sébastien Bourdais   | 9      | 2      | -  | -  | -  | -  | -  | 4  |
| 18 | −1  | Nelson Piquet Jr.    | 9      | 2      | -  | -  | -  | -  | -  | 6  |
| 19 | 0   | Giancarlo Fisichella | 9      | -      | -  | -  | -  | -  | -  | 5  |
| 20 | 0   | Takuma Satō          | 4      | -      | -  | -  | -  | -  | -  | 1  |
| 21 | 0   | Anthony Davidson     | 4      | -      | -  | -  | -  | -  | -  | 2  |
| 22 | 0   | Adrian Sutil         | 9      | -      | -  | -  | -  | -  | -  | 6  |
| P  | +/− | Kierowca             | Starty | Punkty | P1 | P2 | P3 | PP | NO | NS |

### Konstruktorzy
| P  | +/− | Konstruktor         | Starty | Punkty | P1 | P2 | P3 | PP | NO | NS |
| -- | --- | ------------------- | ------ | ------ | -- | -- | -- | -- | -- | -- |
| 1  | 0   | Ferrari             | 18     | 96     | 5  | 3  | 2  | 5  | 6  | 3  |
| 2  | 0   | BMW Sauber          | 18     | 82     | 1  | 5  | 1  | 1  | 1  | 2  |
| 3  | 0   | McLaren-Mercedes    | 18     | 72     | 3  | 1  | 2  | 3  | 2  | 2  |
| 4  | +1  | Toyota F1           | 18     | 25     | -  | -  | 1  | -  | -  | 3  |
| 5  | −1  | Red Bull-Renault    | 18     | 24     | -  | -  | 1  | -  | -  | 4  |
| 6  | 0   | Williams-Toyota     | 18     | 16     | -  | -  | 1  | -  | -  | 4  |
| 7  | 0   | Renault             | 18     | 15     | -  | -  | -  | -  | -  | 8  |
| 8  | 0   | Honda               | 18     | 14     | -  | -  | 1  | -  | -  | 6  |
| 9  | 0   | Toro Rosso-Ferrari  | 18     | 7      | -  | -  | -  | -  | -  | 9  |
| 10 | 0   | Force India-Ferrari | 18     | -      | -  | -  | -  | -  | -  | 11 |
| 11 | 0   | Super Aguri-Honda   | 8      | -      | -  | -  | -  | -  | -  | 3  |
| P  | +/− | Konstruktor         | Starty | Punkty | P1 | P2 | P3 | PP | NO | NS |

## Prowadzenie w wyścigu
| Nr                              | Kierowca          | Okrążenia   | Suma |
| ------------------------------- | ----------------- | ----------- | ---- |
| 22                              | Lewis Hamilton    | 5-21, 23-60 | 55   |
| 23                              | Heikki Kovalainen | 1-4         | 4    |
| 3                               | Nick Heidfeld     | 22          | 1    |
| \| Wykres \| \| ------ \| \| \| |                   |             |      |
| Wykres                          |                   |             |      |
|                                 |                   |             |      |